# Charsonville
Charsonville är en kommun i departementet Loiret i regionen Centre-Val de Loire strax norr Frankrikes mitt. Kommunen ligger i kantonen Meung-sur-Loire som tillhör arrondissementet Orléans. År 2022 hade Charsonville 611 invånare.

## Befolkningsutveckling
Antalet invånare i kommunen Charsonville
| Referens: INSEE |